# Boekenvrienden Solidariteit en Het Nederlandsch Boekengilde
Boekenvrienden Solidariteit en Het Nederlandsch Boekengilde waren uitgeverijen van Hein Kohn in Hilversum in de periode 1934-1943. 
De Duitser Hein Kohn (Augsburg, 25 maart 1907 - 1979) werd geboren als zoon van een Joodse textielfabrikant. Na een opleiding  bij de Freie Schulgemeinde in Wickersdorf in Thüringen ging Kohn in 1924 aan het werk als volontair bij een boekhandel in Augsburg. Daarna werkte hij bij de uitgeverij van de SPD en als boekverkoper bij Verlag Volksstimme in Bremerhaven en als uitgever bij het Buchergilde Gutenberg in Berlijn.
Later had Kohn met zijn vriend Friedrich Oetinger de leiding in de Heinrich Heine Buchhandlung in Hamburg. Na de 'Machtergreifung' van Adolf Hitler vluchtte Kohn in mei 1933 naar Nederland. 
Eerst kreeg hij onderdak bij een vriend in Hilversum, maar kort daarop kon hij een eigen woning betrekken. Bij de VARA ontmoette hij de Duitse zanger Ernst Busch en besloot met hem het bekende Solidariteitslied (tekst: Bertolt Brecht, muziek: Hanns Eisler) met andere liederen van Busch te gaan uitgeven. Daar hij liever boeken wilde uitgeven ging hij in januari 1934 in zee met de dichter Martien Beversluis. Zijn nieuwe uitgeverij heette Boekenvrienden Solidariteit. Om een zo groot mogelijk bereik te krijgen in de crisistijd werd een serie boeken in een maandelijks abonnement uitgebracht voor 50 cent per stuk, en in de losse verkoop voor 75 cent per stuk geleverd. Zo verschenen van 1934 tot en met 1935 23 uitgaven.
De eerste uitgave, Brandende Woorden, zette meteen de toon. Het boek bevat een selectie felle anti-nazigedichten van in Duitsland verboden schrijvers, zoals Kurt Tucholsky, Erich Kästner en Ernst Toller, vertaald door Beversluis. Achterin het volgende: Bericht aan de lezers! De boekenvrienden vereenigd in het collectief Solidariteit, willen door gezamenlijken steun in den vorm van aankoop onzer uitgaven, de prijs van het boek zóó maken, dat ieder arbeider en intellectueel het koopen kan. Verder worden de auteurs van geplande boeken genoemd, zoals Martin Andersen Nexö, Henri Barbusse, Maxim Gorki, Romain Rolland en anderen.
Wegens moeilijkheden met zijn compagnon Jan Hilvers (1886-1956), op wiens naam de uitgeverij stond, moest Boekenvrienden Solidariteit eind 1935 worden opgeheven. Daarna wist Kohn anderen te interesseren om in 1936 Het Nederlandsch Boekengilde te stichten, dat tot begin 1943 54 boeken kon laten verschijnen. Daarna moet de uitgeverij op last van de Duitsers sluiten. Kohn en zijn vrouw wisten de oorlogstijd ongeschonden door te komen.
De bij beide uitgeverijen verschenen boeken werden voorzien van passende omslagen door bekende kunstenaars zoals Melle Oldeboerrigter, Adolf Blitz, Frans Masereel, Fré Cohen, Albert Hahn en anderen.